# Grondwetplein

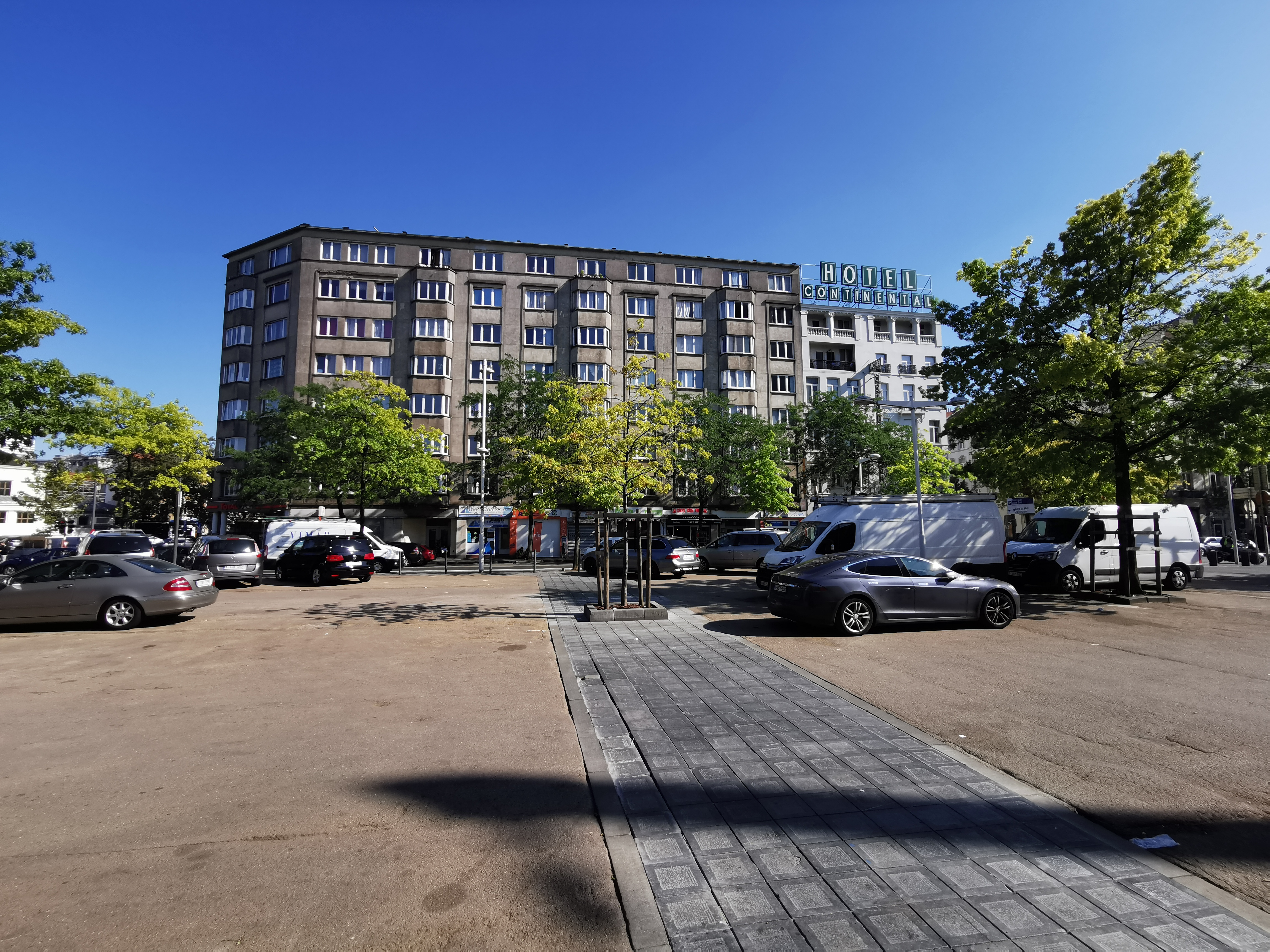
Foto richting bebouwde kant van het Grondwetplein

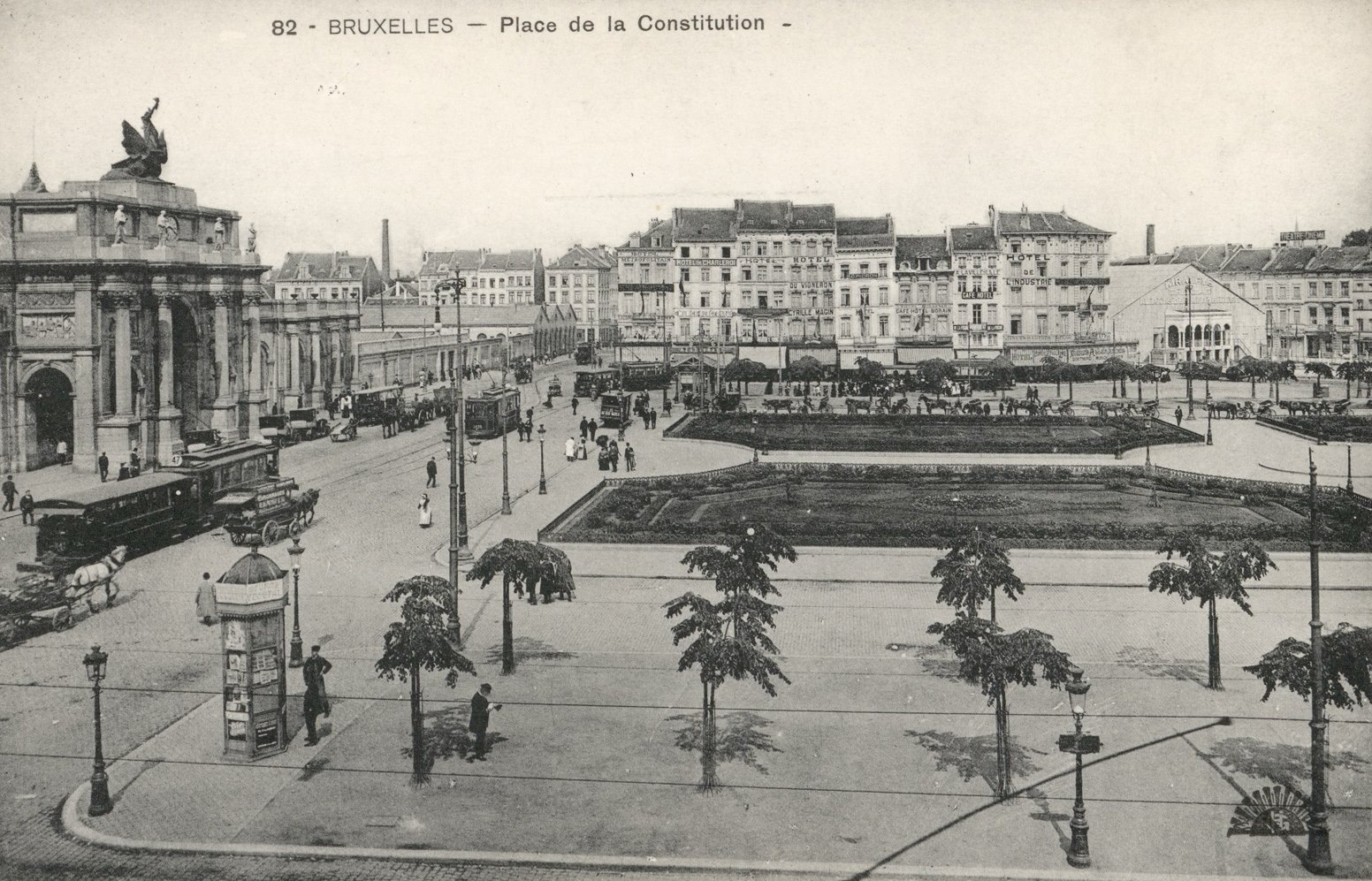
Het oorspronkelijke Grondwetplein met het Zuidstation van Payen

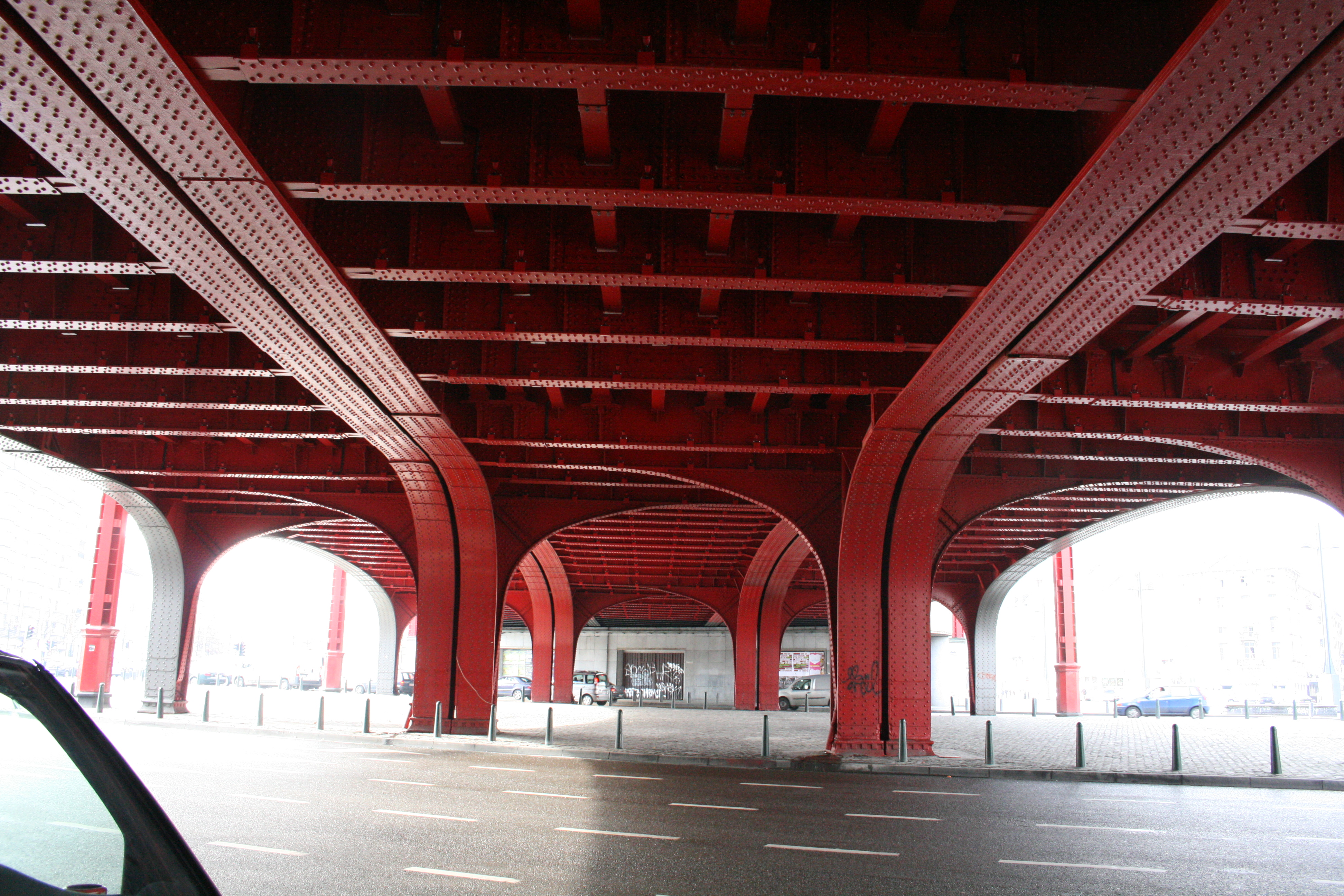
Het spoorwegviaduct over de Zuidlaan

Het Grondwetplein (Frans: Place de la Constitution) is een plein in de Brusselse gemeente Sint-Gillis bij het station Brussel-Zuid. Het vormt de aansluiting van de Fonsnylaan op de kleine ring. De ene kant is bebouwd en de andere kant wordt gevormd door de verhoogde spoorwegberm.

## Geschiedenis
De aanleg van het Grondwetplein gebeurde in de jaren 1869-1877. Het Bogaardenstation aan het Rouppeplein werd toen vervangen door een groter station, Brussel-Zuid, dat op dezelfde spoorwegas lag maar verder zuidwaarts van het centrum. Het plein werd aangelegd op een terrein waar zich voorheen het Sint-Jansbastion bevond, en dat na de sloop van de stadsomwallingen begin 19e eeuw in gebruik was genomen als droogweide voor de katoendrukkerij van Frédéric Basse.
Het plein bestond uit vier plantsoenen gevormd door twee lanen die elkaar kruisten bij een fontein. Het was bebouwd in overwegend neoklassieke stijl met veel luifels. De grootste zaken waren het Hôtel de la Providence en het Hôtel de l'Espérance. Aan de zuidwestkant van het plein lag het Zuidstation van Auguste Payen. De bouwblokken aan weerszijden waren driehoekig: in het noordwesten de Pruisenstraat (huidige Argonnestraat) en de Jamarlaan, en in het zuidoosten de Argonnestraat en de Hallepoortlaan. Door het oversteken van de groene Zuidlaan kwam men op de Stalingradlaan naar het centrum.
In 1911 was het Grondwetplein de eerste plaats waar werd begonnen aan de Noord-Zuidverbinding, die het station achteruit zou schuiven en het plein middendoor delen met een spoorviaduct. De funderingen waren gelegd toen de Eerste Wereldoorlog de werf stillegde. Pas in 1936 werd hij hervat. In 1949 werd het oude Zuidstation gesloopt en in 1952 werd het nieuwe geopend. Het resultaat van deze stedenbouwkundige ingreep was een plein dat gesplitst werd door een verhoogde spoorwegberm en overschaduwd door het brede viaduct, waardoor het niet langer zijn verbindingsfunctie kon vervullen.
Door de komst van het HST-station aan Brussel-Zuid verlamde grondspeculatie vanaf 1990 de buurt. Begin 2000 werd de Europa-esplanade aangelegd op de plaats van het station van Payen. Deze verkeersader werd doorgetrokken tot de kleine ring en palmde het noordwestelijke gedeelte van het Grondwetplein in. Sindsdien duidt de naam enkel nog het zuidoostelijke gedeelte op het einde van de Fonsnylaan aan en heeft het plein geen oneven kant meer. In de 21e eeuw is het Grondwetplein een onbestemde parking die op zondag wordt ingenomen door de Zuidmarkt.

## Voetnoten
1. ↑  Monopoly aan het Zuidstation: ‘Geld is opnieuw de motor’, BRUZZ, 29 januari 2020. Gearchiveerd op 29 mei 2023.